# Maurizio Mattei
Maurizio Mattei (Treia, 27 febbraio 1942 – Civitanova Marche, 12 febbraio 2021) è stato un arbitro di calcio e dirigente arbitrale italiano.

## Biografia
Iniziò la sua carriera il 24 giugno 1963 e diresse 82 partite in Serie C, 113 in Serie B e 125 in Serie A, dove esordì il 21 marzo 1976. Nel 1985 venne onorato del riconoscimento destinato all'arbitro italiano maggiormente distintosi, il Premio Giovanni Mauro. Tra le classiche del campionato italiano dirette figurano un derby di Roma, uno Juventus-Milan, uno Juventus-Roma e un Milan-Roma.
Come dirigente arbitrale iniziò come vice di Sergio Gonella alla CAN C fra il 1988 e il 1990 per poi passare alla collaborazione come vice di Paolo Casarin alla Commissione Arbitri Nazionale fra il 1991 al 1997; ricoprì l'anno successivo lo stesso incarico sotto gli ordini di Fabio Baldas. Nel 1998 diventò designatore per la Serie D, passando nel 1999 alla Serie C. Nel 2005 diventò designatore dei campionati di Serie A e B quando ritornò la designazione integrale degli arbitri, a scapito del sorteggio integrale, sistema adoperato dalla coppia Pairetto-Bergamo nelle stagioni sotto la loro gestione.
In seguito allo scandalo di Calciopoli esploso nel maggio 2006, inchiesta che comunque non lo vide tra gli indagati in quanto non esistono intercettazioni tra lui e i principali dirigenti coinvolti, il commissario straordinario dell'Associazione Italiana Arbitri, Luigi Agnolin, lo sostituì con Stefano Tedeschi. A seguito dell'assemblea elettiva dell'AIA del 26 novembre 2006, venne eletto a capo del Settore Tecnico sotto la presidenza di Cesare Gussoni.
Nel febbraio 2007 venne scelto come sostituto di Robert Anthony Boggi nel ruolo di designatore degli arbitri di Serie C, rimanendovi fino al termine del campionato. Nel febbraio 2009 fu protagonista di un'altra "staffetta" poiché rileva il designatore della CAN D, Matteo Apricena, dimessosi in seguito alla propria candidatura alla presidenza dell'Associazione Italiana Arbitri; il suo incarico terminò nel luglio dello stesso anno. Dal 1997 al 2004 fu osservatore degli arbitri UEFA.
Morì il 12 febbraio 2021 a 78 anni presso il Covid center di Civitanova Marche dove era stato ricoverato in seguito alla sua positività al COVID-19. Il 30 novembre dello stesso anno una sua divisa venne donata alla FIGC ed esposta al Museo del Calcio di Coverciano dove si trova nella sezione dedicata agli arbitri assieme ad altri cimeli appartenuti a Pierluigi Collina e Concetto Lo Bello.
Per onorarne la memoria, dopo la sua morte, l'Associazione Italiana Arbitri, su proposta della Sezione Arbitri di Formia (LT), autorizza l'istituzione del "Premio Nazionale Maurizio Mattei" destinato al miglior dirigente/tecnico Nazionale arbitrale in attività che nella stagione sportiva precedente all'assegnazione si è maggiormente distinto.
Il 28 ottobre 2022 la sezione AIA di Macerata, sua sezione di appartenenza, dedica alla memoria memoria di Maurizio Matteia la sala conferenza dei locali sezionali.